# Pelegrina neoleonis
Espèce
Pelegrina neoleonis est une espèce d'araignées aranéomorphes de la famille des Salticidae.

## Distribution
Cette espèce est endémique du Mexique. Elle se rencontre dans les États du Nuevo León, de San Luis Potosí, d'Hidalgo et d'Oaxaca.

## Description
Les mâles mesurent de 3,6 à 3,7 mm et les femelles de 4,3 à 6,2 mm.

## Étymologie
Son nom d'espèce lui a été donné en référence au lieu de sa découverte, le Nuevo León.

## Publication originale
- Maddison, 1996 : Pelegrina Franganillo and other jumping spiders formerly placed in the genus Metaphidippus (Araneae: Salticidae). Bulletin of the Museum of Comparative Zoology, vol. 154, no 4, p. 215-368 (texte intégral).